# Россия (фрегат, 1728)
«Россия» — парусный фрегат Балтийского флота Российской империи, участник Войны за польское наследство и русско-шведской войны 1741—1743 годов.

## Описание судна
Парусный деревянный фрегат. Длина судна составляла 36 метров, ширина — 9,6 метра, а осадка — 4,3 метра. Вооружение судна составляли 32 орудия, экипаж состоял из 200 человек.

## История службы
Фрегат «Россия» был заложен в Санкт-Петербургском адмиралтействе 20 (31) декабря 1724 года и после спуска на воду 2 (13) мая 1728 года вошёл в состав Балтийского флота России. Строительство вёл корабельный мастер Р. Броун.
В июне 1729 года под флагом адмирала П. И. Сиверса совершал крейсерское плавание между Кронштадтом и Ревелем, после чего до осени того же года ушёл в практическое плавание в Финский залив. В мае следующего 1730 года совместно с фрегатом «Винд-Хунд» начал плавание из Кронштадта в Архангельск. В связи с тем, что на последнем открылась сильная течь, оба судна вынуждены были зайти в Берген на ремонт, после чего вернуться в Кронштадт, куда прибыли 18 (29) августа.
С 20 мая по 30 сентября (11 октября) 1731 года фрегат совершил плавание из Кронштадта в Архангельск и обратно, оба раза посетив Копенгаген, а в Атлантическом океане попал в сильный шторм. В 1732 и 1733 годах выходил в практические плавания в Финский залив в составе эскадр, в 1732 году — также в крейсерство между Красной горкой и Стирсудденом. При этом 12 (23) июля 1733 года был повреждён в результате столкновения с линейным кораблем «Шлиссельбург» и был отправлен в Кронштадт на ремонт. 14 (25) июля был разоружён и поставлен на ремонт, однако уже к 6 (17) августа уже был полностью отремонтирован, вновь вооружён и готов к плаванию. В связи с появлением в Балтийском море французской эскадры был направлен в крейсерское плавание в Финский залив, где находился до 19 (30) октября.
Во время Войны за польское наследие в 1734 году принимал участие в действиях российского флота под Данцигом. В мае и июне в составе эскадры адмирала Т. Гордона участвовал в блокаде крепости с моря, а 13 (24) июня захватил французский 30-пушечный фрегат «Le Brillant», также выходил к крейсерское плавание к Брустерорту. По возвращении фрегата из кампании его командир Н. Штром проходил экзаменацию Т. Гордона, Н. А. Сенявина и М. П. Госслера, по результатам которой был аттестован «неспособным к капитанской должности».
16 (27) июля 1735 года вышел из Кронштадта в Архангельск с грузом материалов и орудиями для строящихся судов, однако из-за повреждений вынужден был зайти в Берген для ремонта, где и остался на зимовку. В Архангельск фрегат прибыл только 24 мая (4 июня) 1736 года. В 1736—1737 годах «Россия» находился на Соломбальской верфи на тимберовке, а в 1738 году ушёл с верфи в Кронштадт.
В 1739 году принимал участие в крейсерском плавании у Красной Горки.
Принимал участие в русско-шведской войне 1741—1743 годов. С мая по сентябрь 1741 и 1742 года в составе эскадр принимал участие в крейсерских плаваниях в Финском заливе. В 1743 году в составе эскадры адмирала графа Н. Ф. Головина также вышел в крейсерское плавание в Финский залив. 6 (17) июня обнаружил шведский фрегат и начал его преследование, а 7 (18) и 8 (19) июня у Гангута принимал участие в перестрелке с судами противника. С 30 августа (10 сентября) по 1 (12) октября вёл разведку в районе Копенгагена.
С апреля по июль 1744 года перешёл из Ревеля в Стокгольм, конвоируя отряд транспортных судов, состоящий из двух шмаков и трофейного шведского галиота с грузом артиллерийских и мундирных припасов, а также материалов и провианта. С июля по сентябрь 1745 года с целью поиска французских каперов выходил в крейсерские плавания в район Готланда и Эланда. Ежегодно с 1746 по 1748 год выходил в практические плавания в Финский залив. При этом в 1746 году совершил плавание из Ревеля в Кронштадт, а в июле 1747 года использовался для путешествия из Кронштадта в Киль принца Голштинского Августа.
В 1752 году фрегат «Россия» был разобран в Кронштадте.

## Командиры фрегата
Командирами фрегата «Россия» в разное время служили:
- капитан-лейтенант Д. Никлас (1729 год)[16];
- капитан 2-го ранга Я. С. Барш (1730 год)[17];
- капитан-лейтенант Л. Брант (1731 год)[18];
- капитан-лейтенант Л. Шевинг (1732 год)[7];
- капитан полковничьего ранга Д. Герценберг (1733 год)[19];
- капитан полковничьего ранга барон Г. Шлейниц (до 31 мая (11 июня) 1734 года)[20];
- капитан полковничьего ранга Н. Штром (с 31 мая (11 июня) 1734 года)[10];
- капитан полковничьего ранга Л. Брант (1735 и 1736 годы)[18];
- капитан полковничьего ранга У. Вильстер (1738 год)[21];
- капитан 1-го ранга Я. Опий (1739 год)[22];
- капитан С. Д. Татищев (1741 год)[23];
- лейтенант майорского ранга С. Вышеславцев (1742—1743 годы)[24];
- лейтенант И. И. Сенявин (1744 и 1748 годы)[25];
- лейтенант П. П. Андерсон (1745 год)[14];
- лейтенант майорского ранга Н. Хитрово (1746 год)[26];
- лейтенант майорского ранга П. Прончищев (1747 год)[27].

### Комментарии
1. ↑  118 футов[1].
2. ↑  31 фут 6 дюймов[1].
3. ↑  14 футов[1].